# Tulwitz
Tulwitz war bis Ende 2014 eine Gemeinde mit 508 Einwohnern (Stand 1. Jänner 2014) und lag im Bezirk Graz-Umgebung nördlich von Graz in der Steiermark.
Im Rahmen der steiermärkischen Gemeindestrukturreform ist sie ab 2015 mit den Gemeinden Fladnitz an der Teichalm und Tyrnau zusammengeschlossen, die neue Gemeinde führt den Namen Fladnitz an der Teichalm weiter und gehört zum Bezirk Weiz. Grundlage dafür ist ein gemeinsamer Antrag dieser Gemeinden.
Die Grenzen der Bezirke Graz-Umgebung und Weiz wurden so geändert, dass die neue Gemeinde vollständig im Bezirk Weiz liegt.

## Geografie

### Geografische Lage
Tulwitz liegt ca. 20 km nördlich der Landeshauptstadt Graz im Bezirk Weiz in der Region Almenland, und zwar am Westrand des Passailer Beckens im Grazer Bergland, am Rechberg.
Auf Tulwitzer Gebiet liegt der 1094 m hohe Sulberg.

### Gliederung
Das Gebiet umfasste folgende zwei Katastralgemeinden und gleichnamigen Ortschaften (in Klammern Einwohnerzahl Stand 1. Jänner 2024):
- Tulwitzdorf (257)
- Tulwitzviertl (234)

### Nachbargemeinden bis 2014
| Schrems bei Frohnleiten | Tyrnau                                      | Fladnitz an der Teichalm              |
| Semriach                | Kompassrose, die auf Nachbargemeinden zeigt | Fladnitz an der Teichalm              |
| Semriach                | Semriach                                    | Passail, Arzberg, Neudorf bei Passail |

## Geschichte
Das früheste Schriftzeugnis ist von 1406 und lautet „Tulbicz“. Der Name geht auf urslawisch dόlovica (‚kleines Tal‘) zurück.
Die Ortsgemeinde als autonome Körperschaft entstand 1850. Nach der Annexion Österreichs 1938 kam die Gemeinde zum Reichsgau Steiermark, 1945 bis 1955 war sie Teil der britischen Besatzungszone in Österreich.

### Religionen
Beinahe 100 % der Einwohner von Tulwitz sind römisch-katholisch.

## Politik
Bürgermeister bis Ende 2014 war Hermann Gschaidbauer (ÖVP). Der Gemeinderat setzte sich nach den Wahlen von 2010 wie folgt zusammen: 8 ÖVP und 1 SPÖ.

## Wirtschaft und Infrastruktur
Tulwitz gehört zur Region Almenland.

### Verkehr
Durch das Gebiet von Tulwitz führt die Rechberg Straße B 64. Auf diesem Weg ist auch die Brucker Schnellstraße S 35 von Graz nach Bruck an der Mur, die im Murtal verläuft, in circa zwölf Kilometern zu erreichen.
In Tulwitz befindet sich kein Bahnhof. Der nächstgelegene Bahnhof befindet sich in circa zwölf Kilometern Entfernung in Frohnleiten und bietet Zugang zur Südbahn mit stündlichen Regionalzug-Verbindungen nach Graz und Bruck an der Mur.
Der Flughafen Graz ist ca. 55 km entfernt.

## Kultur und Sehenswürdigkeiten

### Rechbergrennen
Tulwitz ist vor allem durch das Rechbergrennen bekannt, eine internationale Motorsportveranstaltung mit ungefähr 200 Startern. Der Start ist im Zentrum von Tulwitz und die Strecke führt hinauf auf den Rechberg, um in Tulwitzdorf zu enden. Das Rechbergrennen ist das größte Motorsport-Event Österreichs. Die Oldtimer, Tourenwagen und Formel-Fahrzeuge locken jährlich zehntausende Besucher an. Den Streckenrekord stellte im Jahr 2014 der Italiener Simone Faggioli vom Osella-Werksteam auf, der damit seinen Rekord vom Jahr 2010 auf 1:55:366 verbessert hat.

## Persönlichkeiten

### Ehrenbürger
- 1962: Josef Krainer (1903–1971), Landeshauptmann der Steiermark 1948–1971
- 1964: Lorenz Pirstinger
- 1978: Helmut Fallada, Bezirkshauptmann
- 1980: Johann Mandl, Bürgermeister von Tulwitz 1955–1978
- 1991: Karl Walcher, Bürgermeister von Tulwitz 1978–1990
- 2002: Ehrenfried Seitinger
- 2003: Josef Jandl, Pfarrer
- 2004: Waltraud Klasnic (* 1945), Landeshauptmann der Steiermark 1996–2005
- 2014: Hermann Gschaidbauer, Bürgermeister von Tulwitz 1990–1997, 1998–2014[7]

### Söhne und Töchter
- Lore Schoiswohl (* 1940), Politikerin (SPÖ)